# ジョルジ・ベリア
ジョルジ・ベリア（Giorgi Beria、1999年11月11日 - ）は、ジョージア生まれでフランス代表資格を持つラグビーユニオン選手。フランストップ14のUSAペルピニャンに所属している。

## 経歴
オーリヤックを経て、2019年にASMクレルモンに加入した。 
U20フランス代表に選ばれ、2019年のワールドラグビーU20チャンピオンシップに出場した。
2019年12月15日、ヨーロピアンラグビーカップEuropean Rugby Cupのバース戦で、ASMクレルモンでの初先発を果たした。
2024年、USAペルピニャンに移籍。
2025年7月5日、フランス代表として遠征した ニュージーランド代表戦で先発出場し、代表初キャップを得た。